# Mulyoarjo
Mulyoarjo is een bestuurslaag in het regentschap Malang van de provincie Oost-Java, Indonesië. Mulyoarjo telt 6039 inwoners (volkstelling 2010).